# فالانوک‌ها
فالانوک‌ها (نام علمی: Eupleres)، یک سرده با دو گونه از پستانداران گربه‌زبادان ماداگاسکار خدنگ‌نمای بومی ماداگاسکار است. آنها عمدتاً زمینی هستند و عمدتاً از بی‌مهرگان تغذیه می‌کنند.

## گونه‌ها
- فالانوک شرقی، Eupleres goudotii - جنگل‌های مسیک شرق ماداگاسکار
- فالانوک غربی، Eupleres major - مناطق زریک در شمال غرب ماداگاسکار[۱]

فهرست سرخ آی‌یوسی‌ان (IUCN) E. goudotii را به عنوان آسیب‌پذیر فهرست می‌کند، در حالی که E. major به عنوان در خطر انقراض ارزیابی شده‌است.